# Eleanor Addison Phillips

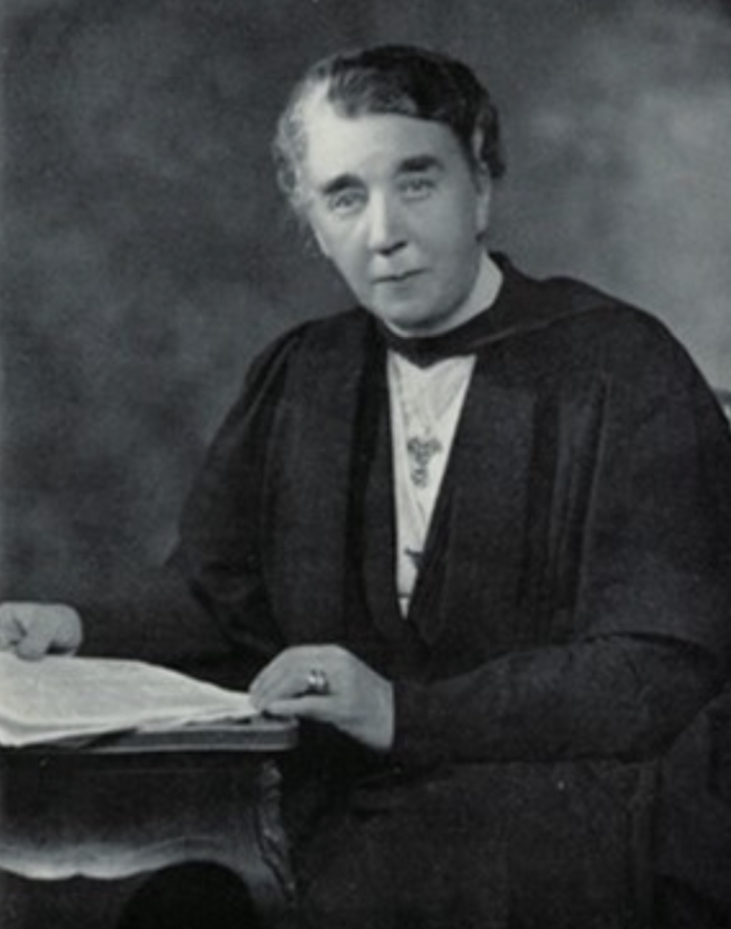
Eleanor Addison Phillips, 1919

Eleanor Addison Phillips (* 2. Dezember 1874 in Paddington, London; † 25. Juni 1952 in Kensington, London) war eine englisch-britische Schulleiterin der Clifton High School in Bristol und Gründerin des Venture Club, des ersten britischen Soroptimist-Clubs.

## Leben
Phillips wurde als drittes von neun Kindern von Francis Phillips (1838–1925) und Mary Addison (1843–1906) geboren. Die Familie war wohlhabend; laut der Volkszählung von 1881 hatte die Familie fünf Bedienstete. Sie besuchte die Maida Vale High School und ging dann auf das St Mary’s College in Paddington (heute Teil der Imperial College School of Medicine), um sich als Lehrerin zu qualifizieren, später wurde sie Dozentin und Leiterin der Ausbildungsabteilung.
1905, im Alter von 30 Jahren, ging sie auf das St Hugh’s College in Oxford, um Neuere Geschichte zu studieren.
1908, während Phillips in Oxford war, bewarb sie sich auf Vorschlag von Eleanor Jourdain um die Stelle der Schulleiterin an der Clifton High School, die sie danach bis 1933 innehatte. Phillips übernahm das Amt der Schulleiterin im September 1908. Sie wohnte zunächst bis Anfang der 1920er Jahre im Haus Clifton Park Road 1, das dann verkauft wurde, um den Bau eines neuen Schultrakts zu finanzieren. Während ihrer Zeit als Schulleiterin wurde die Clifton High School räumlich erweitert, die Schülerzahlen verdoppelten sich, und über 60 % der Absolventen wurden an Universitäten angenommen. 1925 half sie bei der Gründung der Old Girls (Alumni der Clifton High School) in London. Sie verließ die Schule im Jahr 1933 und Dorothea Nonita Glenday wurde ihre Nachfolgerin. Phillips zu Ehren wurde der Eleanor Addison Phillips Prize geschaffen.
Sowohl vor als auch nach ihrem Ausscheiden aus dem Berufsleben war sie eine Unterstützerin verschiedener religiöser und philanthropischer Institutionen. Sie war Mitglied des Vorstands des Madame-Curie-Krankenhauses und der Beiräte des Whiteland College und des Chorley Wood College for Girls. Sie gehörte 1935 zu Gründerinnen und Leiterinnen des Institute of Christian Education, bis sie sich 1944 aus gesundheitlichen Gründen zurückziehen musste. Von 1929 bis 1931 war sie Präsidentin der Association of School and College Leaders.
Phillips spielte eine Schlüsselrolle bei der Entwicklung der Soroptimist-Bewegung im Vereinigten Königreich, denn sie war die Gründerin und erste Präsidentin des ersten Clubs, des Venture Club, der am 10. Mai 1920 im Royal Hotel in Bristol gegründet wurde und für den sie einstimmig zur Präsidentin gewählt wurde. Im Jahr 1928 schlossen sich der erste Venture Club und sechs weitere Venture Clubs zur Association of Venture Clubs zusammen. Als Soroptimist International zwei Jahre später vom Venture Club und den gemeinsamen Zielen erfuhr, schlossen sie sich zusammen, und Phillips wurde zur Vizepräsidentin der nationalen Union der Soroptimistinnen in Großbritannien gewählt, ein Amt, das sie bis 1933 innehatte. Sie war auch ein wichtiges Mitglied des Rates der Soroptimistinnen.
Im Juni 1933 wurde Phillips auf der National Union Conference der Soroptimistinnen in Bristol und anlässlich ihrer Pensionierung „in Anerkennung ihrer herausragenden Verdienste“ zum Honorary Member of all Soroptimist Clubs ernannt. Sie ist bis heute das einzige Soroptimist-Mitglied, der dieser Titel verliehen wurde. Im Juli 1933 schenkte der Soroptimist-Zweig in Bristol Phillips einen Anhänger mit den Initialen „V“ und „S“. Außerdem erhielt sie Schmuckstücke, deren Anfangsbuchstaben den Namen „Soroptimist“ ausbuchstabieren: Saphir, Opal, Rubin, Onyx, Perle, Turmalin, Iolith, Mondstein, Iolith, Saphir und Topas. Sie gab den Anhänger zurück, der heute jeweils von der aktuellen ehemaligen Präsidentin der Soroptimist-Bewegung in Bristol getragen wird.
Zu Ehren ihrer Arbeit und ihres Engagements für die Soroptimist-Bewegung und den Venture Club wurde am 10. Mai 2020, dem 100. Jahrestag der Gründung, von der Präsidentin von Soroptimist International an der Clifton High School in Bristol eine Blue Plaqueenthüllt.
Nach ihrer Pensionierung 1933 blieb sie bis 1941 in Bristol, bevor sie bis 1945 in Oxford lebte. Danach lebte sie bis zu ihrem Tod 1952 mit ihren Schwestern in London. Sie heiratete nie und hatte keine Kinder. Phillips starb 1952 und wurde in Kensington, London, beigesetzt.
In der National Portrait Gallery in London befindet sich fotografisches Porträt von Phillips.

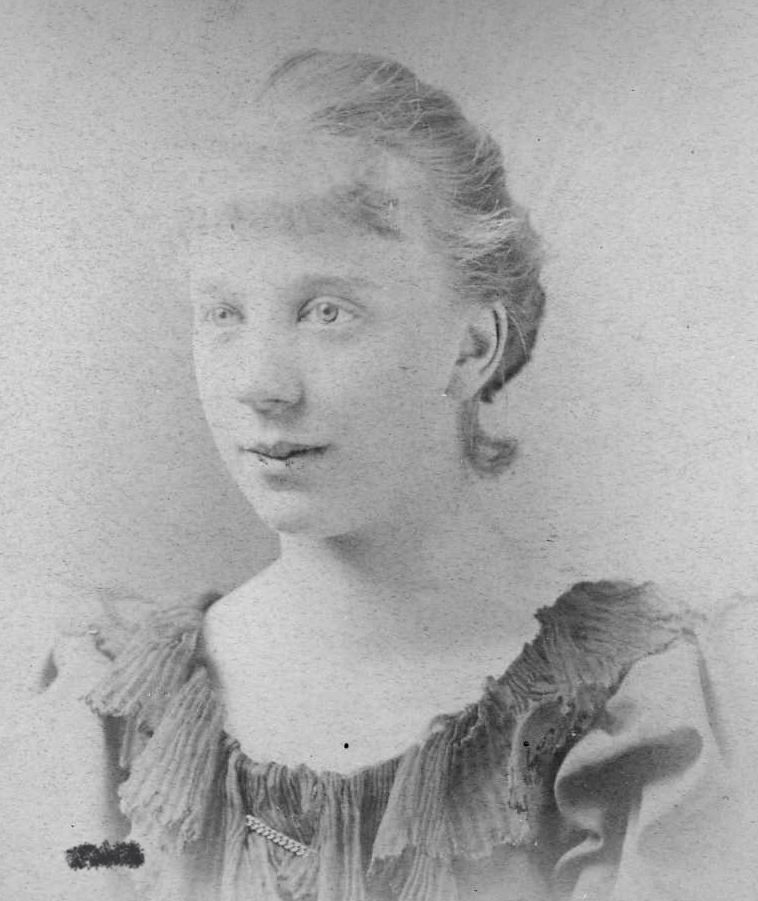
Eleanor Addison Phillips, 1897
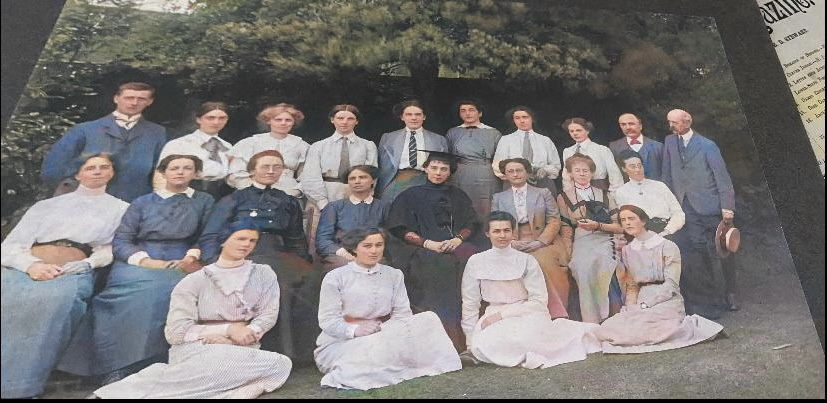
Mitarbeitende der Clifton High School, 1913 (Phillips in der Mitte)
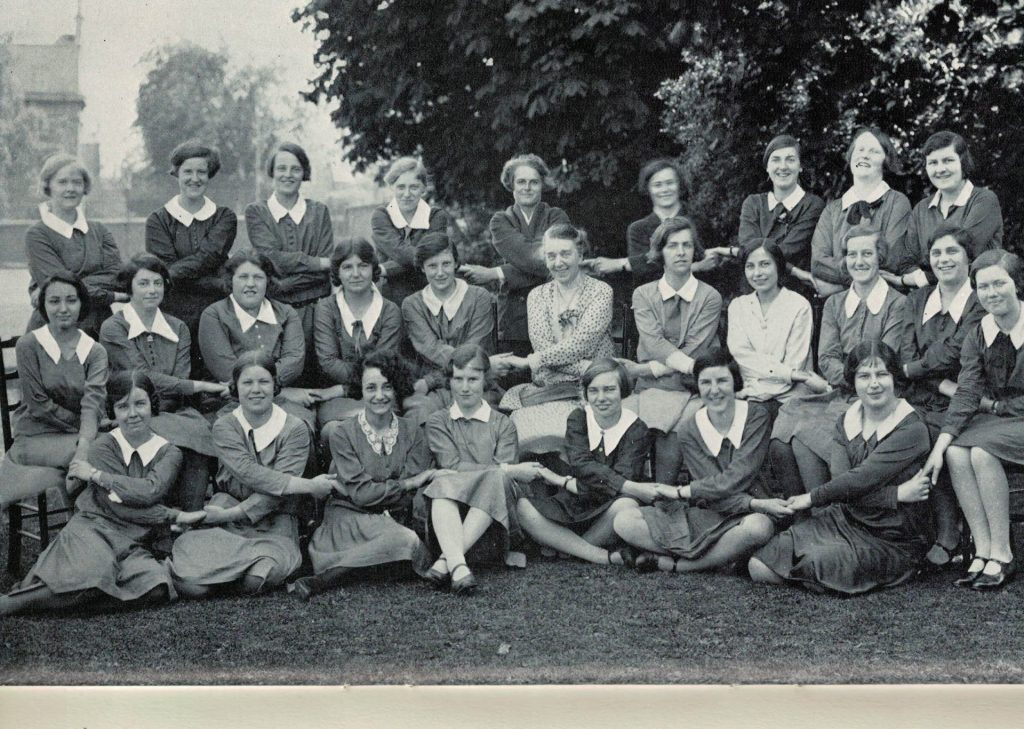
Phillips und Studierende der Clifton High School, 1927
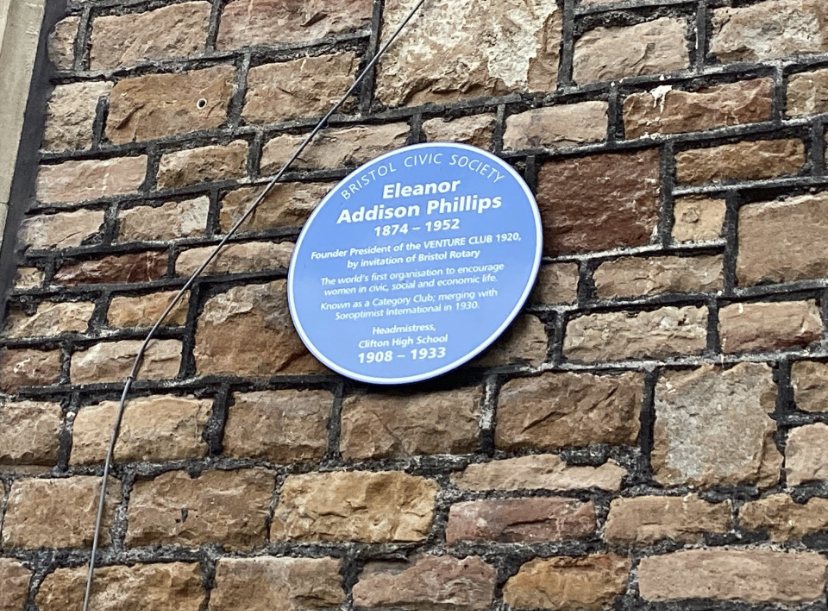
Blue Plaque für Eleanor Addison Phillips, Bristol